# 팬데믹 (2020년 영화)
《팬데믹》(영어: Only)는 2020년 3월에 개봉한 미국의 SF, 스릴러, 로맨스, 드라마 영화이다.
 타카시 도셔가 감독과 각본을 맡았다.
 미국은 2020년 3월 6일에 대한민국은 2020년 7월 22일에 개봉되었다.

## 줄거리
어느 날 하늘에서 비처럼 쏟아진 재를 맞은 사람들에게 이상현상이 생기고

특히나 여자들에게 출혈과 경련과 마비 끝에 죽음에 이르는 이것은

HNV-21라는 이름을 가진 바이러스

이로 인해 전 세계에 국가비상사태가 선포되고 다행히 재앙을

피한 윌은 애인 에바를 지키기 위해 방호복부터 방역 및 집을

격리시키는데 시간이 지날수록 재앙에 피한 사람들도 결국 바이러스에

노출되어서 하나 둘씩 죽어가는 상황속에서 정부는 바이러스로 멈춰진

출산과 미래를 위해 바이러스에 노출되지 않은 여성들을 찾아 강제로

실험실로 데려가고 그 와중에 에바의 엄마도 정부에 끌려갔다는 소식에

윌의 격리를 구속이라고 느끼던 그런 상황과 맞물려 결국 밖으로 나가게

되고 밖의 공기를 마시게 되는데...

그 후 검사키트를 통해 바이러스에 감염된 에바는 좌절과 절망속에서

마지막으로 윌과 함께 했었던 폭포에 다시 가게 되는데.....

## 출연진

### 주연
- 프리다 핀토 - 에바 역
- 레슬리 오덤 주니어 - 윌 역

### 조연
- 캔들러 릭스 - 케이시 역
- 제이슨 워너 스미스 - 아더 역
- 조슈아 마이켈 - 랜달 역
- 마크 애쉬워스 - 포레스트 역
- 티아 헨드릭스 - 캐롤린 역
- 누르 내그미 - 피터 역
- 매기 파토 - 벨 역
- 찰스 롤러 - 스토다드 역
- 니콜라스 앤서니 리드 - 스카이 역